# Geokorona
Geokorona je krajnji vanjski dio Zemljine atmosfere, vanjski dio egzosfere, koji ima osobine luminiscencije (emisija slabe svjetlosti). Najbolje se može vidjeti u ultraljubičastom svjetlu (Lyman-alfa), zbog raspršenja neutralnih atoma vodika. Osim toga, može se zapaziti u mikrovalnom području, posebno vodikova 21 cm linija (1420 MHz). Nalazi se na visini od oko 100 000 km (15,5 polumjera Zemlje). 
Geokorona je bila proučavana i iz vanjskog svemira, sa satelitom Astrid i svemirskom letjelicom Galileo, korištenjem ultraljubičastog spektrometra, prilikom izlaska iz Zemljine orbite.